# Howell Heflin

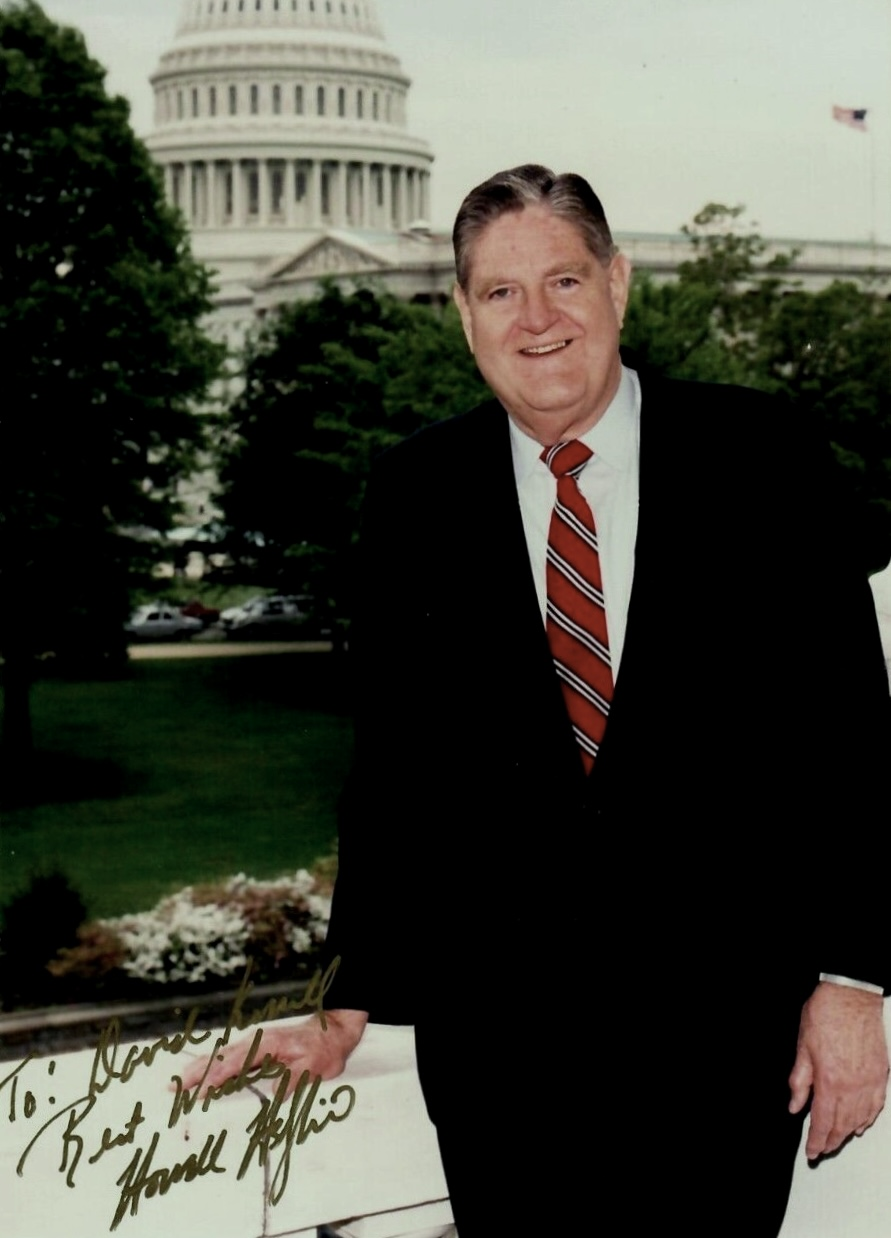
Howell Heflin

Howell Thomas Heflin, född 19 juni 1921 i Poulan, Georgia, död 29 mars 2005 i Sheffield, Alabama, var en amerikansk demokratisk politiker och jurist. Han representerade delstaten Alabama i USA:s senat 1979–1997.
Heflin utexaminerades 1942 från Birmingham-Southern College. Han deltog sedan i andra världskriget i USA:s marinkår. Han avlade 1948 juristexamen vid University of Alabama. Han undervisade sedan vid University of Alabama, University of North Alabama och The College of William & Mary. Efter karriären som juridikprofessor tjänstgjorde han som chefsdomare i Alabamas högsta domstol 1971-1977.
Senator John Sparkman kandiderade inte till omval i senatsvalet 1978. Heflin vann valet och efterträdde Sparkman i senaten i januari 1979. Han omvaldes 1984 och 1990. Han efterträddes 1997 som senator av republikanen Jeff Sessions. Han var bosatt i Tuscumbia efter tiden i senaten.
Heflin var brorson till senator James Thomas Heflin.